# La dolce vita (sång)
"La dolce vita", skriven av Larry Forsberg, Sven-Inge Sjöberg och Lennart Wastesson, är en poplåt framförd av den svenska duon After Dark (Christer Lindarw och Lasse Flinckman) i den svenska Melodifestivalen 2004, där det gick från deltävlingen i Malmö den 13 mars 2004 till finalen i Globen, och väl där slutade på en tredjeplats. På scen var de båda herrarna iklädda rosa knäkorta glittrande klänningar, i stil med den Lena Philipsson hade då hennes bidrag "Det gör ont" vann tävlingen samma år.
På den svenska singellistan placerade sig singeln som högst på åttonde plats. "La dolce vita" låg även på Svensktoppen i elva veckor under perioden 4 april-13 juni 2004, varav tre gånger på första plats innan låten lämnade listan.

## Listplaceringar
| Lista (2004) | Topplacering |
| ------------ | ------------ |
| Sverige      | 8            |